# 30 janvier
Pour les articles homonymes, voir Trente-Janvier.
30 décembre 30 février
Chronologies thématiques
- Croisades
- Ferroviaires
- Sports
- Disney
- Anarchisme
- Catholicisme

Abréviations / Voir aussi
- (° 1852) = né en 1852
- († 1885) = mort en 1885
- a.s. = calendrier julien
- n.s. = calendrier grégorien
- Calendrier
- Calendrier perpétuel
- Liste de calendriers
- Naissances du jour

Le 30 janvier est le 30e jour de l'année du calendrier grégorien.
Il reste 335 jours avant la fin de l'année, 336 lorsqu'elle est bissextile.
C'était généralement le 11e jour du mois de pluviôse dans le calendrier républicain / révolutionnaire français, officiellement dénommé jour de l'hellébore.

## Événements

### XIesiècle
- 1018 : traité de Bautzen entre le Saint-Empire et la Pologne.

### XIIIesiècle
- 1287 : le roi Wareru fonde le royaume de Hanthawaddy et proclame son indépendance.

### XVesiècle
- 1413 : le roi de France Charles VI convoque les États généraux

### XVIIesiècle
- 1631 : ayant rejoint la cabale de la reine leur mère Marie de Médicis après les journées de duperie(s) de novembre précédent, "Monsieur" le frère du roi Louis XIII de France Gaston d'Orléans vient officialiser directement sa désapprobation à Richelieu en fin de matinée dans la cour grouillante de gentilshommes armés du Palais-Cardinal rue Saint-Honoré à Paris non loin du Louvre. Il gagne ensuite Orléans et y rassemble des soldats à sa cause[1].
- 1648 : un traité de paix est signé entre les Provinces-Unies et l'Espagne en marge du traité de Münster.
- 1649 : le roi d'Angleterre Charles Ier Stuart est décapité à 49 ans à Whitehall près de Westminster, ce 30 janvier selon le calendrier julien en vigueur dans ce pays à cette époque).
- 1661 : plus de deux ans après sa mort Oliver Cromwell y est exécuté rituellement à son tour.

### XVIIIesiècle
- 1703 : (les) 47 rōnin du Japon exécutent Kira Yoshinaka.
- 1735 : la nation corse proclame son indépendance à Orezza.

### XIXesiècle
- 1835 : attentat manqué contre le président des États-Unis Andrew Jackson par un certain Richard Lawrence (en) qui tire deux coups de revolver sans toucher le président.
- 1847 :
  - le Britannique James Bruce lord Elgin entre en fonction comme gouverneur général du Canada.
  - La ville californienne « Yerba Buena » prend le nom de « San Francisco ».
- 1853 : mariage de Napoléon III avec Eugénie de Montijo Palafox, comtesse de Teba.
- 1862 : lancement du premier navire de guerre équipé de tourelles et premier cuirassé (USS Monitor) de la Marine américaine à Greenpoint (Long Island, New York, guerre de Sécession).
- 1865 : le Congrès des États-Unis officialise la proclamation de l'émancipation des Noirs faite par Abraham Lincoln le 22 septembre 1862 en votant l'abolition de l'esclavage.
- 1871 : le roi Louis II signe en Bavière les traités de novembre qui assurent à la Prusse l'hégémonie politique sur les États du Sud de l'Allemagne.
- 1875 : la France tourne définitivement le dos à la monarchie par une seule voix de majorité (353 contre 352), l'Assemblée nationale y adoptant l'amendement Wallon qui stipule que le « président de la République est élu (pour sept ans renouvelables) à la majorité absolue des suffrages (du) Sénat et (de) la Chambre des députés réunis en Assemblée nationale. »
- 1879 : le maréchal royaliste Mac-Mahon démissionne de la présidence de la République française remplacé par Jules Grévy.
- 1889 : l'archiduc héritier de l'Autriche-Hongrie Rodolphe est retrouvé mort en compagnie de sa maîtresse la baronne Marie Vetsera (drame de Mayerling).

### XXesiècle
- 1902 : la Grande-Bretagne et le Japon signent une alliance anglo-japonaise.
- 1933 : Adolf Hitler est nommé chancelier du Reich allemand par le président et maréchal Paul von Hindenburg à la suite de la victoire de son parti aux élections.
- 1934 : Édouard Daladier entame en France un double mandat de président du Conseil des ministres et de ministre des Affaires étrangères sous la présidence d'Albert Lebrun.
- 1939 : le « Führer » Adolf Hitler s'adresse au Reichstag et y affirme que si les Juifs amènent le monde à la guerre cela pourrait amener à « l'anéantissement de la race juive en Europe, en cas de guerre » (extermination des Juifs d'Europe).
- Seconde Guerre mondiale de 1939 à 1945 :
  - en 1941, les troupes de la 8e armée britannique sous la direction du général Archibald Wavell s'emparent de la ville égyptienne de Derna occupée par les Italiens (campagne de l'Afrique du Nord) ;
  - en 1942,
    - les troupes russes récupèrent la ville de Mojaïsk occupée par les Allemands, située à 110 kilomètres au sud-ouest de Moscou (opération Barbarossa) ;
    - début de la bataille d'Ambon durant la campagne du Pacifique ;
    - début du siège de Singapour par le Japon ;

  - en 1943,
    - Friedrich Paulus est nommé feldmarschal par Hitler dans l'espoir d'éviter in extremis la capitulation des forces allemandes ;
    - création de la Milice française par le régime de Vichy ;
    - les Soviétiques réussissent à établir un couloir de 8 km de large longeant la Neva et permettant de rétablir une communication terrestre entre Leningrad et le reste de leur pays (fin de l'Opération Iskra) ;

  - en 1944, début de la conférence de Brazzaville au Congo en Afrique et de la décolonisation y annoncée par Charles de Gaulle ;
  - en 1945,
    - le paquebot Wilhelm Gustloff est torpillé en Mer Baltique avec sept à neuf mille passagers qui en périssent (plus grande catastrophe maritime de tous les temps) ;
    - raid de Cabanatuan aux Philippines (guerre du Pacifique).
- 1946 : résolution no 2 du Conseil de sécurité des Nations unies sur la question iranienne.
- 1948 : le mahatma Gandhi est assassiné par un fanatique hindou à New Delhi en Inde.
- 1952 : résolution no 97 du Conseil de sécurité des Nations unies sur les armements, leurs réglementation et réduction.
- 1957 : l'Assemblée générale des Nations unies demande l'abandon de sa politique d'apartheid à l'Afrique du Sud.
- 1964 : le général Nguyên Khanh prend le pouvoir à Saïgon au Sud-Viêt Nam (Asie du Sud-Est).
- 1968 : début de l'offensive du Têt par les communistes du Nord-Viêt Nam qui attaquent l'ambassade des États-Unis à Saïgon (nom vietnamien de la fête bouddhiste du "Têt" le jour de l'an asiatique).
- 1972 : treize civils sont abattus par l'armée britannique au cours d'une manifestation catholique pacifique à Londonderry en Irlande du Nord (dimanche sanglant dit Bloody Sunday).
- 1973 : Gordon Liddy et James McCord sont reconnus coupables à Washington D.C. dans l'affaire des micros installés en juin 1972 dans les bureaux du Parti démocrate américain, l'affaire menant à la démission du président républicain Richard Nixon en août 1974.
- 1979 :
  - le gouvernement civil iranien révolutionnaire autorise le retour d'exil de France à Téhéran de l'ayatollah Rouhollah Khomeini qui y imposera une dictature théocratique islamiste chiite.
  - La minorité blanche de Rhodésie en Afrique australe approuve à 85 % une constitution (en) qui accorde les pleins droits aux citoyens de toute race.
- 1988 : le prince Norodom Sihanouk annonce sa démission de la présidence de la résistance cambodgienne anti-vietnamienne.
- 1989 : première publication d'un état détaillé des forces du pacte de Varsovie.
- 1992 : l'Argentine ouvre ses dossiers sur les nazis qui étaient venus se réfugier sur son territoire après guerre et la chute du nazisme de gouvernement en Allemagne et ses conquêtes provisoires.
- 1995 : un attentat-suicide à la voiture piégée provoque quarante morts devant le commissariat central d'Alger (décennie noire).
- 1997 : huit personnes dont un bébé sont égorgées à Sidi Moussa à cinquante kilomètres d'Alger, le bilan du ramadan en Algérie atteint alors les 270 morts.

### XXIesiècle
- 2003 :
  - les chefs de huit pays européens (Danemark, Espagne, Grande-Bretagne, Hongrie, Italie, Pologne, Portugal, Tchéquie) rendent public un appel commun dans le journal anglais The Times à se ranger aux côtés des États-Unis dans leur lutte contre l'Irak ;
  - les députés du Parlement européen adoptent une résolution dénonçant toute « action militaire unilatérale » contre l'Irak et exhortant les Nations unies à trouver une solution pacifique à cette nouvelle crise moyen-orientale.
  - Le Britannique Richard Reid est condamné à de la prison à perpétuité par la justice américaine pour avoir essayé de faire exploser un vol Paris-Miami avec des chaussures piégées le 22 décembre 2001.
- 2004 :
  - le président du parti politique français UMP Alain Juppé est condamné à 18 mois de prison avec sursis entraînant son inéligibilité par le tribunal de Nanterre près de Paris.
  - Les premières élections libres mais ensanglantées par une série d'attentats qui ont fait plusieurs dizaines de morts ont lieu en Irak, la liste de l'alliance chiite soutenue par l'ayatollah Ali al-Sistani l'emporte avec plus de quatre millions de voix, celle des partis kurdes arrivant avec 26 % des suffrages en deuxième position devant celle du Premier ministre intérimaire Iyad Allaoui à environ 14 %.
- 2015 : le président du Zimbabwe Robert Mugabe est élu président de l’Union africaine.
- 2017 : réintégration du Maroc dans l'Union africaine.
- 2022 : au Portugal, lors des élections législatives anticipées, le Parti socialiste du Premier ministre António Costa obtient la majorité absolue[2].
- 2025 : au Nicaragua, l'Assemblée adopte une réforme constitutionnelle qui renforce les pouvoirs du président Daniel Ortega et de son épouse la vice-présidente Rosario Murillo, désormais co-présidents[3].

## Arts, culture et religion
- 9 av. J.-C. : dédicace de l'autel de la paix d'Auguste sur le Champ de Mars romain.
- 1592 : Ippolito Aldobrandini de Florence est élu pape et choisit le nom de Clément VIII.
- 1901 : première de la pièce Les Trois Sœurs d'Anton Tchekhov (à Moscou).
- 1902 : première des Noces Corinthiennes d'Anatole France (théâtre de l'Odéon à Paris).
- 1917 : premier disque de jazz enregistré aux États-Unis.
- 1931 : l'Anglais d'Amérique Charlie Chaplin présente son film muet (sauf pour quelques bruitages) Les Lumières de la ville malgré le cinéma parlant qui est en train d'éclore.
- 1969 : dernière apparition publique en concert des Beatles anglais sur le toit de la firme Apple Records d'où ils interprètent Get Back.
- 1991 : première mondiale du film "Le silence des agneaux" aux États-Unis[4] (voir aussi fait divers allemand de 2001 jugé en 2004 et 2006 ci-après).
- 2002 : sortie sur les écrans du film Astérix et Obélix : Mission Cléopâtre d'Alain Chabat, première place du box-office français de l'année qui s'amorce, avec 14 500 000 spectateurs.

## Sciences et techniques
- 1826 : inauguration du pont suspendu de Menai reliant Anglesey au reste du Pays de Galles.
- 1880 : inauguration du premier chemin de fer sur la glace du fleuve Saint-Laurent reliant Montréal et Longueuil, en service ensuite jusqu'en 1883.
- 1901 : le docteur Humphrey Haines découvre le plus grand geyser du monde à Waimangu (en) au nord de la Nouvelle-Zélande (hauteur maximale de 450 mètres).
- 1982 : premier virus informatique connu bricolé par le geek Rich Skrenta (en) à l'encontre d'ordinateurs "Apple" (Elk cloner (en))[4].
- 2007 : échec d'un lancement de satellite de télécommunication depuis la plate-forme Sea Launch (explosion du lanceur endommageant la plate-forme).
- 2013 : lancement réussi d'une KSLV-1 permettant à la Corée du Sud de devenir la 11e puissance spatiale au monde.
- 2025 : l'OMS annonce que le Niger est le cinquième pays dans le monde et le premier en Afrique à avoir éliminé l'onchocercose, maladie parasitaire provoquant notamment la cécité[5].

## Économie et société
- 1787 : tremblement de terre en Haïti.
- 1882 : Charles de Freycinet entame en France un double mandat de président du Conseil des ministres et de ministre des Affaires étrangères sous la présidence de Jules Grévy.
- 1989 : Louis de Bourbon devient prétendant au trône de France sous le « quantième » de "Louis XX" à la suite de la mort de son père (voir décès plus loin).
- 1990 : la chaîne de restaurants McDonald's ouvre un premier établissement en Union soviétique, quelque 15 000 personnes attendent patiemment de pouvoir déguster un sandwich Big Mac ou autre.
- 1992 : le Taoiseach / Premier ministre de l'Eire Charles Haughey démissionne à la suite d'une affaire d'écoutes téléphoniques.
- 1994 : Robert Hue devient premier secrétaire du Parti communiste français (PCF).
- 2000 :
  - la rupture d'une digue d'un bassin de décantation de la mine d'or roumaine de « Baia Mareusine » provoque une grave pollution au cyanure contaminant plusieurs cours d'eau d'Europe centrale dont le Danube et entraînant la mort de milliers de poissons les jours suivants.
  - Le colonel numéro deux de l'Armée du Liban Sud (ALS) Akl Hachem ( / Aql Hashem (en)) est tué dans un attentat à l'explosif revendiqué par le Hezbollah pro-iranien.
  - Un Airbus A310 Kenya Airways (vol 431) s'abîme en mer peu après son décollage de l'aéroport d'Abidjan en Côte d'Ivoire : dix survivants sur les 169 passagers et dix membres d'équipage montés à bord.
- 2002 :
  - la cour d'appel de Paris confirme la condamnation de l'ancien président du conseil général de l'Essonne Xavier Dugoin à un an d'emprisonnement ferme et trente-huit mille euros d'amende pour avoir soustrait 1 200 bouteilles d'alcool dans les caves du conseil général et les avoir revendues pour deux cent cinquante mille francs (trente-huit mille euros).
  - Le gouvernement français confirme que des compatriotes sont emprisonnés dans le camp américain spécialisé de Guantánamo (base de l'US Navy jouxtant Cuba).
  - Mario Backman est arrêté en flagrant délit de vol dans la loge de la chanteuse Janet Jackson pendant un concert qu'elle donne à New York, avec pour butin une casquette de baseball, deux animaux empaillés et du courrier qui traînait.
- 2003 : la Belgique devient le deuxième pays du monde à reconnaître le mariage homosexuel deux ans après les Pays-Bas.
- 2004 :
  - Armin Meiwes est condamné en Allemagne à huit ans et demi de prison pour avoir tué, dépecé et mangé un homme en 2001, puis à la réclusion criminelle à perpétuité au cours d'un second procès tenu en 2006.
  - Le cargo turc Scimil est surpris en flagrant délit de rejets illicites d'une nappe d'hydrocarbures d'au moins 5 kilomètres de long sur 50 mètres de large repérés en mer au large du cap Couronne (Bouches-du-Rhône, Provence, France méditerranéenne).
- 2007 : sortie officielle mondiale de Microsoft Windows Vista et de Microsoft Office 2007 au grand public.
- 2017 : la Miss France nordiste Iris Mittenaere est sacrée Miss Univers 2016.
- 2020 : l'Organisation mondiale de la santé classe l'épidémie de coronavirus SARS-CoV-2 comme urgence de santé publique de portée internationale.

## Naissances

### Iersiècleav. J.-C.
- 59 ou 58 av. J.-C. : Livie (Livia Drusilla en latin), impératrice romaine († 29 septembre 29 de notre ère).

### XVIIesiècle
- 1619 : Michelangelo Ricci, mathématicien italien († 12 mai 1682).

### XVIIIesiècle
- 1703 : François Bigot, administrateur français, dernier intendant de la Nouvelle-France († 12 janvier 1778).
- 1754 : François Bonaventure Arago, homme politique français († 24 décembre 1814).
- 1769 : André-Jacques Garnerin, aérostier français « d'essai » pionnier des parachutistes († 18 août 1823).
- 1781 : Adelbert von Chamisso, poète et botaniste allemand († 21 août 1838).

### XIXesiècle
- 1814 : Jules Lequier, philosophe français († 11 février 1862).
- 1817 : Adolphe Yvon, peintre français († 11 septembre 1893).
- 1822 : Franz Ritter von Hauer, géologue autrichien († 20 mars 1899).
- 1831 : Henri Rochefort, journaliste, écrivain et homme politique français († 30 juin 1913).
- 1841 : Félix Faure, tanneur et homme politique français, président de la République française de 1895 à 1899 († 16 février 1899).
- 1844 : Moritz von Bissing, aristocrate prussien et général de la Première Guerre mondiale († 18 avril 1917).
- 1845 : José Domingo de Obaldía, homme politique panaméen († 1er mars 1910).
- 1846 : Francis Herbert Bradley, philosophe anglais († 18 septembre 1924).
- 1853 : Amalie Vanotti, peintre badoise († 7 juillet 1936).
- 1870 : Raymond Orteig, hommes d'affaires américain d'origine française († 6 juin 1939).
- 1873 : Georges Ricard-Cordingley, peintre d'ascendance franco-britannique († 25 avril 1939).
- 1879 : Vicente Pastor, matador espagnol († 30 septembre 1966).
- 1882 : Franklin Delano Roosevelt, homme politique et juriste américain, 32e président des États-Unis de 1933 à 1945 († 12 avril 1945).
- 1885 : Iuliu Hossu, cardinal roumain, évêque de Gherla de 1917 à 1970 († 28 mai 1970).
- 1886 :
  - Alfonso Daniel Rodríguez Castelao, écrivain et homme politique espagnol († 7 janvier 1950).
  - Annibale Comessatti, mathématicien italien († 13 septembre 1945).
  - Claud O'Donnell, joueur de rugby australien († 4 août 1953).
  - Israël Shohat, homme politique israélien († 7 juillet 1961).
  - Furcie Tirolien, homme politique français († 28 août 1981).
- 1893 : Pierre Tresso (Pietro Tresso dit Blasco) homme politique italien († 27 octobre 1943).
- 1894 : Boris III de Bulgarie, tsar des Bulgares de 1918 à 1943 († 28 août 1943).

### XXesiècle
- 1911 :
  - David Roy Eldridge, trompettiste, chanteur et chef d’orchestre de jazz américain († 26 février 1989).
  - Hugh Marlowe (Hugh Herbert Hipple dit), acteur américain († 2 mai 1982).
  - René Duverger, haltérophile français champion olympique († 16 août 1983).
- 1912 : Barbara Wertheim Tuchman, historienne américaine († 6 février 1989).
- 1913 : Amrita Sher-Gil (ਅੰਮ੍ਰਿਤਾ ਸ਼ੇਰਗਿੱਲ), peintre indienne († 5 décembre 1941).
- 1914 :
  - John Ireland, acteur, réalisateur et producteur américain d’origine canadienne († 21 mars 1992).
  - David Wayne (James Wayne McMeekan dit), acteur américain († 9 février 1995).
- 1915 : John Profumo, homme politique britannique († 9 mars 2006).
- 1917 : Jan Verroken, homme politique belge († 24 juillet 2020).
- 1918 : David Opatoshu (David Opatovsky dit), acteur américain († 30 avril 1996).
- 1919 : Fred Korematsu, activiste des droits civiques nippo-américain († 30 mars 2005).
- 1920 :
  - Delbert Mann, réalisateur américain († 11 novembre 2007).
  - George Skibine, danseur russo-américain († 14 janvier 1981).
- 1922 : Jacqueline François (Jacqueline Guillemautot dite), chanteuse française († 7 mars 2009).
- 1924 : Bernadette O'Farrell (en), actrice irlandaise († 26 septembre 1999).
- 1925 :
  - Douglas Engelbart, scientifique et pionnier de l’informatique américain, inventeur de la souris († 2 juillet 2013).
  - Léon Hégelé, évêque catholique français, évêque auxiliaire émérite de Strasbourg de 1985 à 2000 († 11 février 2014).
- 1927 :
  - Sterling Lyon, homme politique canadien, Premier ministre du Manitoba de 1977 à 1981 († 16 décembre 2010).
  - Olof Palme, homme politique socialiste réformiste suédois († 28 février 1986 assassiné).
- 1928 : Ruth Brown, chanteuse américaine, pionnière du rhythm and blues († 17 novembre 2006).
- 1929 :
  - Lois Hole, écrivaine canadienne († 6 janvier 2005).
  - Lucille Teasdale-Corti, pédiatre et chirurgienne québécoise († 1er août 1996).
- 1930 :
  - Eugene Allen « Gene » Hackman, acteur et pilote automobile américain.
  - Alfred Herrhausen, banquier allemand († 30 novembre 1989).
- 1931 : John Crosbie, homme politique canadien († 10 janvier 2020).
- 1933 : Liliane Rovère (Liliane Cukier épouse Rovère), actrice française.
- 1934 : Giovanni Battista Re, cardinal italien, préfet de la Congrégation pour les évêques.
- 1935 :
  - Richard Brautigan, écrivain et poète américain († 14 septembre 1984).
  - Elsa Martinelli (Elsa Tia dite), actrice italienne († 8 juillet 2017).
  - Jean Tiberi, homme politique français, maire de Paris de 1995 à 2001, puis du 5e arrondissement.
- 1936 : Horst Jankowski, pianiste allemand († 29 juin 1998).
- 1937 :
  - Vanessa Redgrave, actrice britannique.
  - Boris Spassky (Борис Васильевич Спасский), joueur d'échecs russe puis français, champion du monde d'échecs de 1969 à 1972.
- 1938 : Max Meynier, animateur français de radio et de télévision († 23 mai 2006).
- 1939 : 
  - André Queffurus, peintre français († 11 janvier 2017).
  - Colwyn Philipps, homme politique britannique († 26 avril 2009).
- 1940 : Denis Langlois, avocat, écrivain libertaire et pacifiste français.
- 1941 : Richard Bruce « Dick » Cheney, homme d'affaires et homme politique américain.
- 1942 : Marty Balin (Martyn Jerel Buchwald), musicien américain, cofondateur de Jefferson Airplane ou Starship († 27 septembre 2018).
- 1943 : David Allen « Davey » Johnson, joueur et gérant de baseball américain.
- 1946 :
  - Ovide Mercredi, homme politique canadien de la nation crie.
  - Christophe Pierre, évêque catholique français, nonce apostolique en Haïti, Ouganda (en), au Mexique (en) puis aux États-Unis.
- 1947 : Stephen Peter « Steve » Marriott, chanteur et guitariste britannique des groupes Small Faces et Humble Pie († 20 avril 1991).
- 1948: Michel Pruvot, accordéoniste français.
- 1949 : William King (en), musicien américain du groupe Commodores.
- 1950 : Christian Rouyer, diplomate français.
- 1951 : Phil Collins, musicien et auteur-compositeur-interprète britannique, batteur de Genesis.
- 1954 : José Antonio Campuzano (José Antonio Rodríguez Pérez dit), matador espagnol.
- 1955 : Curtis Strange, golfeur américain.
- 1956 :
  - Darko Rundek, poète et acteur croate.
  - Keiichi Tsuchiya (土屋圭市), pilote automobile japonais.
- 1957 :
  - Payne Stewart, golfeur américain († 25 octobre 1999).
  - Andrew Vujisić, prélat et théologien monténégrin.
- 1959 :
  - Anne de Coudenhove née Isserlis, journaliste française de télévision.
  - Jody Watley, chanteuse américaine du groupe Shalamar.
- 1960 : Shigeru Sarusawa, footballeur japonais.
- 1962 :
  - Abdallah II de Jordanie (الملك عبد الله الثانى), roi de Jordanie depuis 1999.
  - Éric de Moulins-Beaufort, évêque catholique français, archevêque de Reims depuis 2018.
- 1966 : Danielle Goyette, joueuse de hockey sur glace québécoise.
- 1968 : Philippe VI, prince des Asturies, roi d'Espagne depuis 2014.
- 1970 : Kimiya Yui (油井 亀美也), spationaute japonais.
- 1971 : Qian Hong, nageuse chinoise championne olympique.
- 1972 : Christopher « Chris » Simon, hockeyeur professionnel canadien.
- 1973 :
  - Jalen Rose, joueur puis commentateur américain de basket-ball.
  - Sharone Wright, joueur puis entraîneur américain de basket-ball.
- 1974 : Christian Bale, acteur britannique.
- 1975 : 
  - Juninho Pernambucano, footballeur brésilien.
  - Manuela Mucke, kayakiste allemande double championne olympique.
- 1977 : Vassil « Vasco » Evtimov (Васил Илиев Евтимов), basketteur bulgare.
- 1980 :
  - Kaaris, rappeur, compositeur et acteur français d'origine ivoirienne.
  - Wilmer Valderrama, acteur et scénariste américain.
- 1981 :
  - Dimitar Berbatov (Димитър Иванов Бербатов), joueur de football bulgare.
  - Peter Crouch, joueur de football anglais.
  - Vincent Duhagon, volleyeur français.
- 1982 :
  - Andreas Görlitz, footballeur allemand.
  - Gilles Yapi-Yapo, footballeur ivoirien.
- 1983 : Steve Morabito, coureur cycliste suisse.
- 1984 :
  - Kid Cudi (Scott Ramon Seguro Mescudi dit), artiste hip-hop américain.
  - Chaz Johnson, joueur de hockey sur glace canadien.
- 1985 :
  - Gisela Dulko, joueuse de tennis argentine.
  - Richard Julian « Richie » Porte, cycliste sur route australien.
- 1986 :
  - Lucas Biglia, footballeur argentin et italien.
  - Jordan Pacheco, joueur de baseball américain.
  - Jonathan Martins Pereira, footballeur franco-portugais.
- 1987 :
  - Charlotte Gabris, comédienne et humoriste suisse.
  - Phil Lester, Youtubeur anglais.
  - Becky Lynch (Rebecca Quin dite), catcheuse irlandaise.
  - Drake Reed, basketteur américain.
  - Arda Turan, footballeur turc.
- 1988 :
  - Quentin Caleyron, coureur de BMX français.
  - Ramūnas Navardauskas, cycliste sur route lituanien.
- 1989 : Franck Tabanou, footballeur français.
- 1990 :
  - William Barthau, joueur de rugby à XIII français.
  - Birkan Batuk, basketteur turc.
- 1991 : Jordan Aboudou, basketteur français.
- 1992 :
  - Keith Hornsby, basketteur américain.
  - Misaki Iwasa (岩佐美咲), chanteuse japonaise.
- 1994 :
  - Marie Oteiza, pentathlonienne française.
  - Filip Peliwo, joueur de tennis professionnel canadien.
- 1995 : Jack Laugher, plongeur britannique.
- 1996 :
  - Dorsaf Gharsi, lutteuse tunisienne.
  - Floriane Gnafoua, athlète française.
  - Emma Jørgensen, kayakiste danoise.
  - Master KG (Kgaogelo Moagi), musicien et producteur sud-africain de disques électro, pionnier de la danse balobedu.
- 2000 : 
  - Benee, chanteuse néo-zélandaise.
  - Daniela "Dany" Villareal Vélez : guitariste et chanteuse mexicaine du groupe de rock The Warning.

## Décès

### VIIesiècle
- 680 : sainte Bathilde, reine des Francs de 639 à 658 (° v. 630).

### XIIesiècle
- 1181 : Takakura (高倉天皇), empereur du Japon de 1168 à 1180 (° 23 septembre 1161).

### XIVesiècle
- 1384 : Louis II, comte de Flandre, de Nevers et de Rethel de 1346 à 1384 (° 25 octobre 1330).

### XVIesiècle
- 1574 : Damião de Góis, philosophe portugais (° 2 février 1502).

### XVIIesiècle
- 1629 : Carlo Maderno, architecte italien (° 1556).
- 1649 : Charles Ier d'Angleterre, roi d'Angleterre de 1625 à 1649 décapité (° 19 novembre 1600).
- 1652 : Georges de La Tour, peintre français (° -baptême- 14 mars 1593).

### XVIIIesiècle
- 1730 : Pierre II de Russie (Пётр II Алексеевич), tsar de Russie de 1727 à 1730 (° 23 octobre 1715).

### XIXesiècle
- 1836 : Elizabeth Griscom « Betsy » Ross, couturière américaine qui fabriqua le premier drapeau des États-Unis (° 1er janvier 1752).
- 1842 : François-Joseph Lecat, général d'Empire, militaire français (° 18 novembre 1764).
- 1858 : Coenraad Jacob Temminck, zoologiste néerlandais (° 31 mars 1778).
- 1867 : Kōmei (孝明天皇), empereur du Japon de 1846 à 1867 (° 22 juillet 1831).
- 1873 : Émile Pierre Joseph De Cauwer, peintre d'architecture belge (° 8 décembre 1827).
- 1885 :
  - Theobald von Oer, peintre, illustrateur et aquafortiste allemand (° 9 octobre 1807).
  - Marie-Clément de Reignié, homme politique français (° 4 octobre 1827).
  - Charles Vatel, historien et collectionneur d'art français (° 5 décembre 1816).
- 1886 : 
  - Gustave Chouquet, musicologue, librettiste, critique musical et conservateur de musée français (° 16 avril 1819).
  - Gédéon de Forceville, sculpteur français (° 12 février 1799).
- 1889 :
  - Rodolphe d'Autriche, héritier du trône d'Autriche-Hongrie (° 21 août 1858).
  - Marie Vetsera, maîtresse de l'archiduc Rodolphe d'Autriche (° 19 mars 1871).
- 1890 : Kheireddine Pacha, grand vizir de Tunis puis de l'Empire ottoman, d'origine circassienne (° 1822 ou 1823).

### XXesiècle
- 1928 : Johannes Andreas Grib Fibiger, scientifique danois, prix Nobel de médecine 1926 (° 23 avril 1867).
- 1934 : Frank Nelson Doubleday (en), éditeur américain, fondateur de la Doubleday & McClure Company (° 8 janvier 1862).
- 1937 : Henri Duvernois (Henri-Simon Schwabacher dit), écrivain français (° 4 mars 1875).
- 1946 : Marie-Antoinette « Maryse » Hilsz, aviatrice française (° 7 mars 1903).
- 1948 :
  - Mohandas Gandhi (મોહનદાસ કરમચંદ ગાંધી), avocat, philosophe et homme politique indien indépendantiste (° 2 octobre 1869).
  - Orville Wright, pionnier américain de l'aviation (° 19 août 1871).
- 1951 : Ferdinand Porsche, ingénieur et entrepreneur automobile et aéronautique austro-allemand (° 3 septembre 1875).
- 1953 : Ernest-Auguste de Brunswick, dernier souverain de Brunswick et prétendant au trône de Hanovre (° 17 novembre 1887).
- 1958 :
  - Jean-Joseph Crotti, peintre français d'origine suisse (° 24 avril 1878).
  - Ernst Heinkel, constructeur d'avions allemand (° 24 janvier 1888).
- 1961 :
  - Arthur Milgram, mathématicien américain (° 3 juin 1912).
  - Maud Stevens Wagner, artiste de cirque américaine (° février 1877).
- 1963 : Francis Poulenc, compositeur français (° 7 janvier 1899).
- 1966 : Erik Bergström, footballeur suédois (° 6 janvier 1886).
- 1969 : 
  - le père Dominique Pire, religieux dominicain, prix Nobel de la paix en 1958 (° 10 février 1910).
  - Mikinosuke Kawaishi, judoka japonais (° août 1899).
- 1972 : Sisowath Vatchayavong, homme politique cambodgien, Premier ministre du Cambodge de 1947 à 1948 (° 13 septembre 1891).
- 1975 : Boris Blacher, compositeur allemand (° 19 janvier 1903).
- 1978 : Damia (Marie-Louise Damien dite), chanteuse réaliste française (° 5 décembre 1889).
- 1980 : Professor Longhair (Henry Roeland Byrd dit), musicien de blues américain (° 19 décembre 1918).
- 1982 : Sam John « Lightnin' » Hopkins, chanteur et guitariste de blues américain (° 15 mars 1912).
- 1985 : Pedro González Bueno y Bocos, ingénieur puis homme politique espagnol, ministre franquiste (° 12 janvier 1896).
- 1989 : Alphonse de Bourbon, d'Anjou et de Cadix, aîné des Capétiens de la maison de France de sa génération (° 20 avril 1936).
- 1991 :
  - John Bardeen, physicien américain, double prix Nobel de physique 1956 et 1972 (° 23 mai 1908).
  - John McIntire, acteur américain (° 27 juin 1907).
- 1993 : Alexandra de Grèce, Reine de Yougoslavie (° 25 mars 1921).
- 1994 : Pierre Boulle, écrivain français (° 20 février 1912).
- 1995 : Gerald Durrell, naturaliste et présentateur télévisé britannique (° 7 janvier 1925).
- 1997 : Jean Constantin, auteur, compositeur et interprète de la chanson française (° 9 février 1923).
- 1999 : Pierre Simon, illustrateur, peintre et dessinateur français (° 7 octobre 1907).
- 2000 : Aql Hashem (en) ou Ak(e)l Hashem, colonel libanais numéro deux de l'ALS tué dans un attentat à l'explosif (° 1952).

### XXIesiècle
- 2001 :
  - Jean-Pierre Aumont (Jean-Pierre Philippe Salomons dit), acteur français (° 5 janvier 1911).
  - Charlotte Boisjoli, actrice québécoise (° 12 juin 1923).
  - Edmund Fetting, acteur polonais (° 10 novembre 1927).
  - Michel Navratil, dernier survivant masculin du naufrage du Titanic (° 12 juin 1908).
- 2005 : Gisèle Schmidt, actrice québécoise (° 1921).
- 2006 : Coretta Scott King, militante des droits civiques, veuve de Martin Luther King (° 27 avril 1927).
- 2007 :
  - Jean Laborde, journaliste et romancier français (° 9 décembre 1918).
  - Sidney Sheldon (Sidney Schechtel dit), romancier, scénariste, producteur et acteur américain (° 11 février 1917).
- 2009 :
  - Bernard Arcand, anthropologue québécois (° 18 avril 1945).
  - Ingemar Johansson, boxeur suédois (° 22 septembre 1932).
- 2011 : John Barry (Jonathan Barry Prendergast dit), compositeur anglais de musiques de films (° 3 novembre 1933).
- 2013 : Diane Marleau, femme politique canadienne (° 21 juin 1943).
- 2014 : Jean Babilée, danseur français (° 3 février 1923).
- 2017 : Thierry Lévy, avocat pénaliste français (° 13 janvier 1945).
- 2018 : Mark Salling, acteur américain (° 17 août 1982).
- 2020 : 
  - Roger Holeindre, militaire, résistant, journaliste et homme politique français (° 21 mars 1929).
  - Léonard Keigel (Léonard Chosidow dit), réalisateur français (° 4 mars 1929).
- 2021 : Michel Le Bris, écrivain français fondateur et organisateur d'un festival littéraire malouin (° 1er février 1944).
- 2022 : 
  - Leonid Kouravliov, acteur soviétique puis russe (° 8 octobre 1936).
  - Jawdat Said, érudit musulman adyguéen syrien (° 9 février 1931).
- 2024 :
  - Annie Barois, médecin française (° 7 janvier 1930).
  - Hinton Battle, acteur, danseur et chanteur américain (° 29 novembre 1956).
  - Jean Carnahan, femme politique et écrivaine américaine (° 20 décembre 1933).
  - Craig Chudy, acteur américain (° 21 octobre 1937).
- 2025 : 
  - Dick Button, patineur artistique américain (° 18 juillet 1929).
  - Julius Chan, homme politique papou-néo-guinéen (° 29 août 1939).
  - Andrée Dumon, résistante belge (° 5 septembre 1922).
  - Marianne Faithfull, chanteuse, compositrice et actrice britannique (° 29 décembre 1946).
  - Serge Gangolf, sculpteur non figuratif belge (° 3 décembre 1943).
  - Galina Matvievskaïa, historienne des mathématiques soviétique puis russe (° 13 juillet 1930).
  - Bethwell Allan Ogot, historien kényan (° 3 août 1929).
  - İlhan Usmanbaş, compositeur turc (° 23 octobre 1921).

## Célébrations

### Internationales et nationales
- Date possible pour le début du nouvel an asiatique entre  20 janvier et 20 février au gré de la Lune.

Détail d'un tableau d'Almeida Júnior intitulé "Saudade" et l'évoquant en 1899.

- Brésil : dia da saudade ou jour de la saudade illustrée ci-contre (voir éventuellement le "blue monday" de janvier également, au moins dans l'autre hémisphère terrestre, le nord).
- Californie, États-Unis : Fred Korematsu Day ou jour de commémoration de l'anniversaire de naissance de Fred Korematsu en 1919 plus haut.
- Jour anniversaire de l'assassinat du Mahatma Gandhi en 1948 ci-avant, à l'origine de plusieurs célébrations dans différents pays :
  - journée scolaire de la non-violence et de la paix fondée en 1964 par le poète pacifiste mayorquin Llorenç Vidal Vidal en Espagne et dans d'autres divers pays d'Amérique latine ;
  - Martyrs' Day ou « jour des martyrs » en Inde même[6], par exemple.

### Religieuses
- Sikhisme : Maghi (en) ou célébration à la mémoire de quarante martyrs sikhs morts en combattant l'armée de l'empire moghol en 1705.

### Saints des Églises chrétiennes

#### Saints catholiques et orthodoxes
- Aldegonde de Maubeuge († 684), fondatrice et 1re abbesse de l'abbaye de Maubeuge.
- Armentaire de Pavie († 730), 19e évêque de Pavie.
- Barsimée d'Édesse († IIIe siècle), évêque d'Édesse, martyr sous l'empereur romain Trajan.
- Bathilde († 680), reine des Francs et épouse du roi des Francs Clovis II.
- Hippolyte d'Antioche († IIIe siècle), prêtre d'Antioche qui refusa le schisme de Novat, martyr.
- Jean Chrysostome († 407), patriarche de Constantinople et docteur de l'Église - date orthodoxe - Fêté le 13 septembre en Occident.
- Martine de Rome († IIIe siècle), vierge et martyre à Rome.
- Matthias de Jérusalem († IIe siècle), évêque de Jérusalem d'origine juive.
- Pérégrin († IIe siècle), évêque de Caltabellotta.
- Savine de Lodi (it) († 311), veuve originaire de Lodi.
- Théophile le Jeune († 792), gouverneur militaire en Anatolie, martyr en Arabie.
- Thiatilde († IXe siècle), abbesse du monastère de Freckenhorsten en Westphalie[7],[8].

#### Saints et bienheureux catholiques
- Aleaume de Burgos († 1097), soldat devenu moine à l'abbaye de la Chaise-Dieu puis au monastère de Burgos.
- Carmen García Moyón († 1936), bienheureuse laïque espagnole martyre de la guerre civile espagnole.
- David Galván Bermúdez (es) († 1915), prêtre et martyr mexicain.
- François Taylor (en) († 1621), bienheureux laïc irlandais martyr.
- Habérille († 1100), recluse près de l'abbaye territoriale de Wettingen-Mehrerau.
- Hyacinthe Marescotti / Jacinthe Mariscotti († 1640), franciscaine, fondatrice d'œuvres caritatives à Viterbe.
- Maria Bolognesi († 1980), bienheureuse laïque italienne et mystique.
- Mutien Marie Wiaux († 1917), religieux belge frère des écoles chrétiennes.
- Paul Ho Hyob († 1840), soldat et martyr à Séoul.
- Sébastien Valfrè († 1710), bienheureux prêtre oratorien italien.
- Sigismond Pisarski (pl) († 1943), bienheureux prêtre polonais martyr[7].
- Thomas Khuong († 1860), prêtre du tiers-ordre dominicain, martyr au Tonkin.

#### Saints orthodoxes,aux dates parfois"juliennes"ou orientales
- Pierre Ier de Bulgarie († 969), roi de Bulgarie, disciple de saint Jean de Rila, qui lutta contre le bogomilisme et se fit moine.
- Théodore de Mytilène († 1784), laïc mort martyr.
- Les Trois Hiérarques[8].

### Prénoms du jour[Où?]
Bonne fête aux Martine et ses variantes : Marthina, Marthine, Martina, Martyna, Marzhina, Tina, Titine [(saint-)Tintin les 14 février ; saint Martin etc. au masculin les 11 novembre] ;
et aussi aux :
- Armentaire ;
- Bathylle et ses variantes ou dérivés : Bathilda, Bathilde, Bathille, etc.
- Aux Jacinthe et ses variantes ou dérivés : Cynthia (voire Diane et Artémis, puisque Cynthia est un surnom de la déesse gréco-romaine ainsi nommée), Cynthie, Hyacintha, Hyacint(h)e, Jacinthie, etc. (et 17 août),
- éventuellement aux Livia, Livie voire Drusilla, Drusille, mais plutôt alors les 29 septembre comme plus haut en l'an 29[9].
- Aux Sébastien (fête locale ; fête majeure les 20 janvier) et ses variantes ou dérivés : Bastian, Bastiane, Bastien, Bastienne, Sébastia, Sébastian, Sébastiane, Sébastienne, etc.

## Traditions et superstitions

### Dictons
- « À la saint Hippolyte, bien souvent l'hiver nous quitte. »[10]
- « Attention à la Sainte-Martine, l'hiver reprend dès matines. »[11]
- « Prends garde à la sainte Martine, car souvent l'hiver se mutine. » (dicton du Vivarais)[12]
- « Quand il fait froid à la sainte Bathilde la reine, une fois l'an, à la Pentecôte chantent les raines [rainettes voire grenouilles]. »[13]
- « Souvent à la Sainte-Martine, l'hiver reprend dès matines. »

### Astrologie
- Signe du zodiaque : 10e jour du signe astrologique du Verseau.